# 최우진 (배우)
최우진(1995년 6월 4일 ~ )은 대한민국의 배우이다.

## 학력
- 계원예술고등학교 (연극영화과 / 졸업)
- 중앙대학교 예술대학 (공연영상창작학부 연극전공 / 학사)

## 드라마
- 2024년: TVING 《이재, 곧 죽습니다》- 우지훈 역
- 2024년: MBC 《지금 거신 전화는》- 박도재 역
- 2025년: JTBC 《굿보이》- 미정 역

## 연극 및 공연
- 2017년: 액션무협활극 '혈우'
- 2021년: 진홍빛 소녀